# イサクを捧げようとするアブラハムを止める主の天使
『イサクを捧げようとするアブラハムを止める主の天使』（イサクをささげようとするアブラハムをとめるしゅのてんし、仏: L’Ange du Seigneur empêchant Abraham de sacrifier son fils Isaac、英: The Angel of the Lord Preventing Abraham from Sacrificing his Son Isaac）は、17世紀オランダ黄金時代の画家ピーテル・ラストマンが1616年に板上に油彩で制作した絵画である。「PL. 1616」というモノグラムの画家の署名が制作年とともに記されている。著名な美術批評家テオフィル・トレに1869年まで所有されていた本作は1895年に購入されて以来、パリのルーヴル美術館に所蔵されている。

## 主題
『旧約聖書』中の「創世記」(17章-18章15,21-22節) によると、イスラエル人の偉大なる始祖アブラハムが99歳の時、神が現れ、翌年、彼と妻サラに息子が生まれると告げた。はたして、翌年アブラハムには息子が生まれ、彼は神の命に従い、イサクと名づけた。それから数年後、神はアブラハムに「イサクを犠牲として私に捧げよ」と命じた。アブラハムの悲しみと葛藤は想像を絶するものであったが、彼は神に従い、翌朝にはイサクを連れ、モリヤの山に向かう。山頂に着いたアブラハムは祭壇を築き、薪を並べると愛する息子を縛り上げた。そして、イサクを殺そうと刀を振り上げた時、天使がやってきて、彼を制した。

## 作品

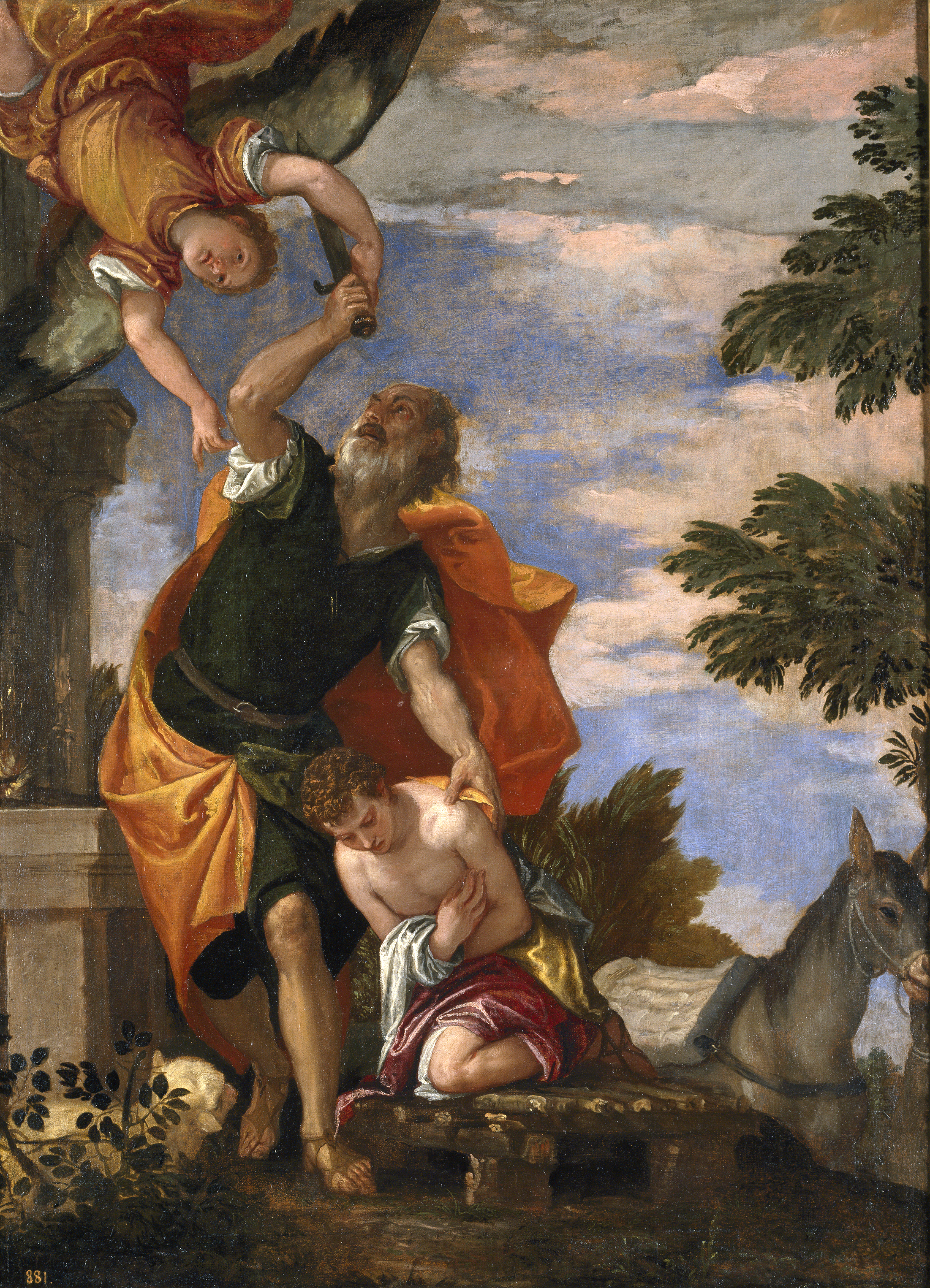
パオロ・ヴェロネーゼ『イサクの犠牲』 (1586年ごろ)、プラド美術館、マドリード

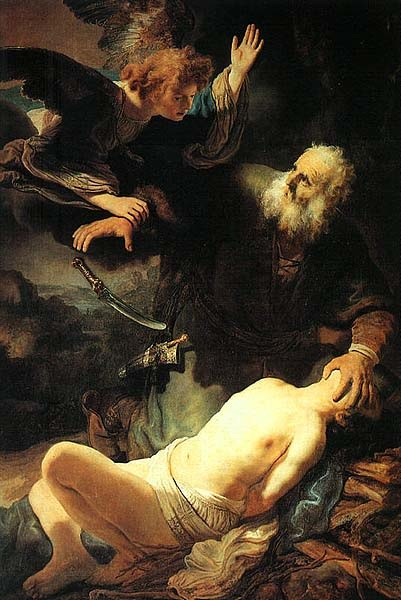
レンブラント『イサクの犠牲』 (1635年)、エルミタージュ美術館、サンクトペテルブルク

ラストマンは歴史画家で、レンブラントの師匠として知られている。本作は、ラストマンが盛期ルネサンスのヴェネツィア派絵画、中でも彼が1602-1603年のイタリア滞在中に出会ったパオロ・ヴェロネーゼの作品に精通していたことを明らかに示している。
ラストマンの構図は劇的な明暗法に満ちている。しかも、彼は、物語の緊迫感が最高潮に達するクライマックスを選んだ。すなわち、アブラハムが息子を剣で殺害しようと縛り付け、生贄の祭壇に寝かせ、頭を引き下ろしたその瞬間、神の使いの天使が現れ、アブラハムの腕を掴む場面である。
この主題は、オランダやフランドルのバロック美術では人気のあるものであった。本作は、おそらくレンブラントが1635年に同主題の『イサクの犠牲』 (エルミタージュ美術館、サンクトペテルブルク) を描く動機になった。なお、ラストマンが描いたまっすぐな刀は、レンブラントが描いた東洋風の湾曲した刀ほど聖書の記述に忠実ではない。